# Hymenosomatidae
Hymenosomatidae (лат.) — семейство морских, солоноватоводных и пресноводных крабов из подсекции Heterotremata. Известны в ископаемом виде.
Мелкие невзрачные крабы. Для них характерно отсутствие в жизненном цикле личинки мегалопы. Большинство видов встречаются на прибрежных морских мелководьях, некоторые обитают в пресной и солоноватой воде. Эти крабы достигают высокой плотности в некоторых местах обитания и часто обнаруживаются в кишечниках рыб. Поэтому они могут играть важную роль в некоторых пищевых цепях. Большинство видов встречаются в тропических и субтропических прибрежных водах Индо-Западно-Тихоокеанского региона и прилегающих внутренних водах. В отношении питания являются всеядными оппортунистами.

## Классификация
По данным World Register of Marine Species, на март 2025 года семейство включает следующие подсемейства и роды:
- Eureotropisinae Mendes, Santana & de Souza Carvalho, 2022 †
  - Eureotropis Mendes, Santana & de Souza Carvalho, 2022 †
  - Protohymenosoma Mendes, Santana & de Souza Carvalho, 2022 †
- Hymenosomatinae MacLeay, 1838
  - Aletheiana Ng & Lukhaup, 2015
  - Apechocinus Ng & Chuang, 1996
  - Cancrocaeca Ng, 1991
  - Chartocinus Ng & Rahayu, 2022
  - Crustaenia Ng & Chuang, 1996
  - Culexisoma Poore, Guinot, Komai & Naruse, 2016
  - Elamena H. Milne Edwards, 1837
  - Elamenopsis A. Milne-Edwards, 1873
  - Guaplax Naruse, Ng & Guinot, 2008
  - Halicarcinides Lucas, 1981
  - Halicarcinus White, 1846
  - Halimena Melrose, 1975
  - Hymenicoides Kemp, 1917
  - Hymenosoma Desmarest, 1823
  - Insulaplax Ng, 2019
  - Limnopilos Chuang & Ng, 1991
  - Lucascinus Poore, Guinot, Komai & Naruse, 2016
  - Micas Ng & Richer de Forges, 1996
  - Nasutoplax Poore, Guinot, Komai & Naruse, 2016
  - Neohymenicus Lucas, 1981
  - Neorhynchoplax Holthuis, 1968
  - Rhynchoplax Stimpson, 1858
  - Samarplax Husana, Tan & Kase, 2011
  - Stimpsoplax Poore, Guinot, Komai & Naruse, 2016
  - Sulaplax Naruse, Ng & Guinot, 2008
  - Teramnonotus Tavares & Santana, 2015
  - Trigonoplax H. Milne Edwards, 1853
- Odiomarinae Guinot, 2011
  - Amarinus Lucas, 1981
  - Odiomaris Ng & Richer de Forges, 1996
  - Richerius Guinot & de Mazancourt, 2020